# Пономаренко, Матвей Русланович
Матве́й Русла́нович Пономаре́нко (укр. Матвій Русланович Пономаренко; род. 11 января 2006, Мироновка, Киевская область) — украинский футболист, нападающий киевского «Динамо».

## Клубная карьера
Уроженец Мироновки, Матвей начал футбольную карьеру в местной детской спортивной школе № 1. С 2013 года выступал в футбольной академии киевского «Динамо».
3 ноября 2023 года дебютировал в основном составе «Динамо» в матче против «Шахтёра».

## Карьера в сборной
Выступал за сборные Украины до 17, до 18 и до 19 лет.

## Достижения
«Динамо» (Киев)
- Чемпион Украины: 2024/25
- Серебряный призёр чемпионата Украины: 2023/24
- Лучший бомбардир Молодёжной Лиги чемпионов: 2024/25